# Lycimna polymesata
Lycimna polymesata là một loài bướm đêm trong họ Noctuidae.